# Географія Індонезії
Індонезія — азійська країна, що знаходиться на островах південно-східної частини континенту . Загальна площа країни 1 904 569 км² (15-те місце у світі), з яких на суходіл припадає 1 811 569 км², а на поверхню внутрішніх вод — 93 тис. км². Площа країни більш ніж у 3 рази перевищує площу України. 

## Етимологія
Офіційна назва — Республіка Індонезія, Індонезія (індонез. Republik Indonesia, Indonesia). Назва країни походить від конструкту XVIII століття з двох грецьких слів: «індо» — індійський та «несос» — острови, тобто Індійські острови, що їх утворювали на позначення груп нововідкритих островів (Макаронезія, Полінезія тощо). У 1800–1949 роках голландська колонія носила назву Нідерландська Ост-Індія (нід. Nederlands-Indië).

## Географічне положення

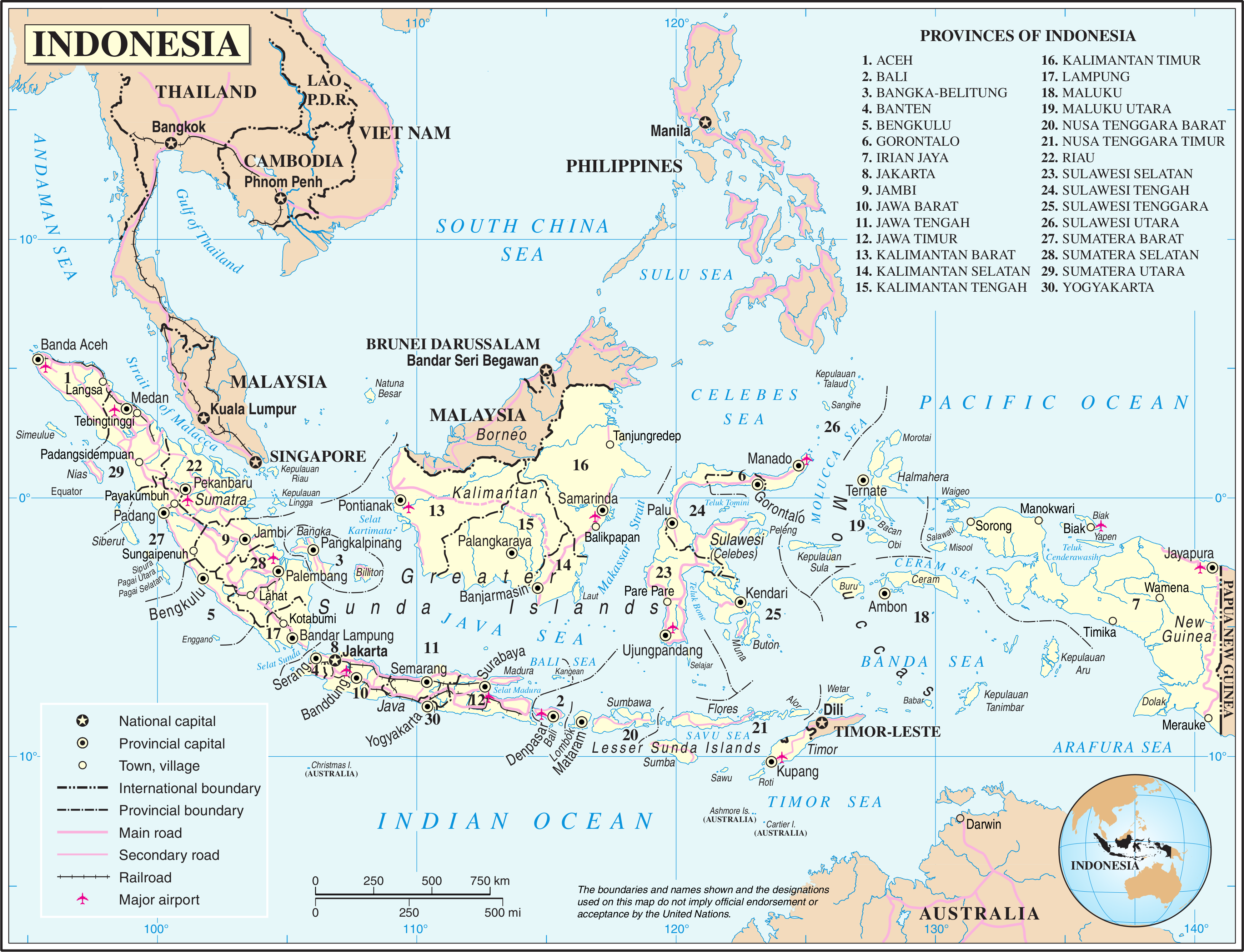
Карта Індонезії від ООН

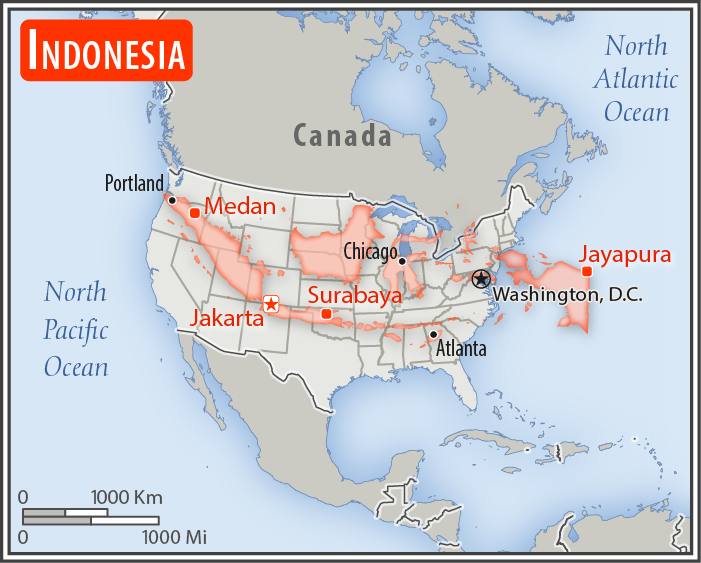
Порівняння розмірів території Індонезії та США

Індонезія — південносхідноазійська країна, що межує з трьома іншими країнами: на острові Тимор зі Східним Тимором (спільний кордон — 253 км), на острові Калімантан — з Малайзією (1881 км), на острові Нова Гвінея — з Папуа Новою Гвінеєю (824 км). Загальна довжина державного кордону — 2958 км. Крайні західну і східну точки країни розділяють приблизно 5150 км, а крайній північну і південну — 1800 км. Індонезія на півночі омивається водами морів Тихого, на півдні — Індійського океанів. Індонезія Малаккською протокою відділена від Західної Малайзії і Сингапуру, морями Сулу і Сулавесі від Філіппін, Тиморським і Арафурським морями від Австралії. Загальна довжина морського узбережжя 54,7 тис. км.
Згідно з Конвенцією Організації Об'єднаних Націй з морського права (UNCLOS) 1982 року, протяжність територіальних вод країни встановлено в 12 морських миль (22,2 км) від прямих ліній визначених архіпелажних вод. Виключна економічна зона встановлена на відстань 200 морських миль (370,4 км) від узбережжя.

### Час
Час в Індонезії: UTC+7 (+5 годин різниці часу з Києвом). Індонезія лежить у 3 годинних поясах: UTC+7, UTC+8, UTC+9.

## Геологія

Геологічна карта, 1914 рік
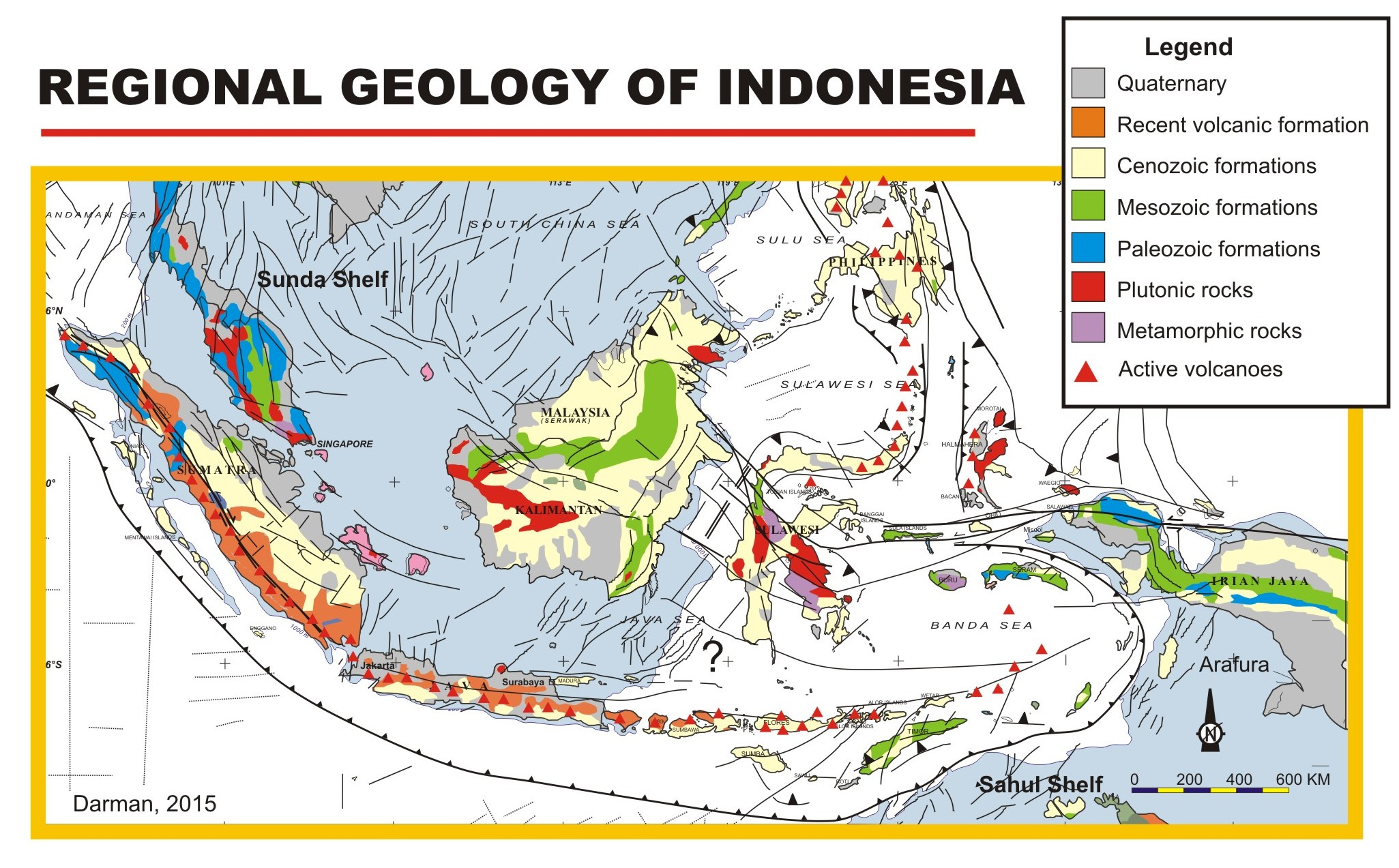
Геологічна карта Індонезії
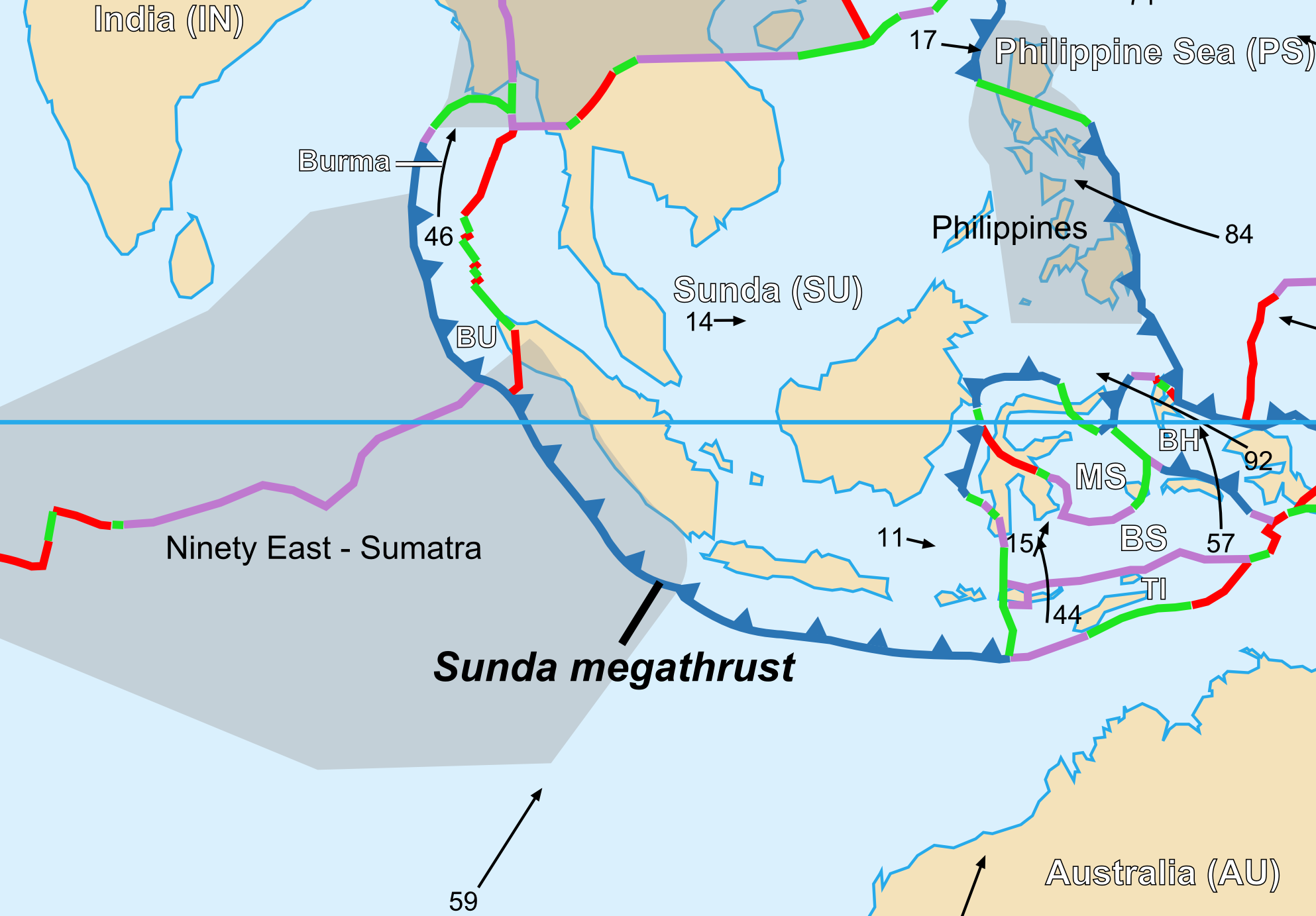
Тектонічна карта
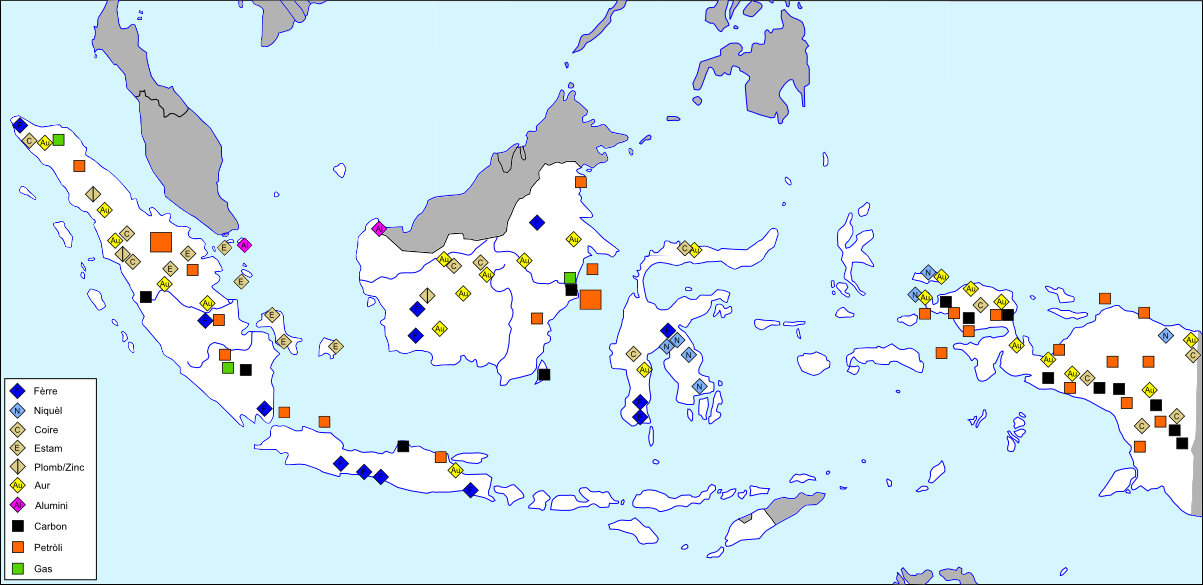
Карта розміщення родовищ

### Сейсмічність
Індонезія — країна з досить високою сейсмічною активністю. Так, наприклад, згідно повідомлення Індонезійської геофізичної агенції, у ніч проти 25 квітня 2023 року (приблизно о 03:00 ранку за місцевим часом), у Індонезії поблизу острова Суматра стався землетрус. Магнітуда землетрусу склала 7,3 бала (за даними Європейсько-Середземноморського сейсмологічного центру — 6,9 балів). Підземні поштовхи сталися на глибині 84 кілометри, згодом сталося декілька афтершоків, магнітуда одного з яких, сягнула — до 5 балів. Мешканців попереджали про імовірність цунамі й закликали терміново евакуюватися подалі від океану.
29 серпня 2023 року, в районі моря Балі в Індонезії стався землетрус магнітудою 7,0. За даними Європейсько-Середземноморського сейсмологічного центру (EMSC), епіцентр землетрусу знаходився на відстані 203 км на північ від Матарами (Індонезія), на глибині 516 км під поверхнею Землі. Геологічна служба США оцінила магнітуду землетрусу в 7,1 балів.

### Вулканізм
Від Суматри до острова Хальмахера розташовано до 400 вулканів, в тому числі 76 вулканів, що вивергались в історичну епоху, Керінчі (3805 м), Ринджані (3726 м), Семеру (3676 м) та ін. Найбільше їх знаходиться на островах Ява, Суматра, Хальмахера, Сулавесі, на Малих Зондських островах. Вулкан Мерапі (2968 м), Агунг, Аву, Карангетанг, Кракатау, Макіан, Раунг, Тамбора.
Найбільш відомий вулкан Кракатау в Зондській протоці, внаслідок виверження якого в серпні 1883 був зруйнований острів і загинуло понад 36 тис. чоловік. Викид в атмосферу великої кількості вулканічного попелу істотно вплинув на клімат. Середня температура земної поверхні знизилася на декілька градусів. Впродовж 1927—1929 років внаслідок вулканічних вивержень в цьому районі утворився новий острів Анак-Кракатау («Син Кракатау») висотою близько 200 м. Найсильнішим на землі за останні 500 років вважається виверження вулкана Тамбора 1815 року на острові Сумбава, розташованому на схід від острова Ява. Кількість викидів в атмосферу була так велика, що значно скоротилося надходження сонячного проміння на земну поверхню, сталося похолодання клімату: сезонний сніг в Північній півкулі зійшов лише в червні, а вже в серпні почалися приморозки. 2017 року сталося виверження вулкану Агунг під час якого було евакуйовано близько 100 000 людей.

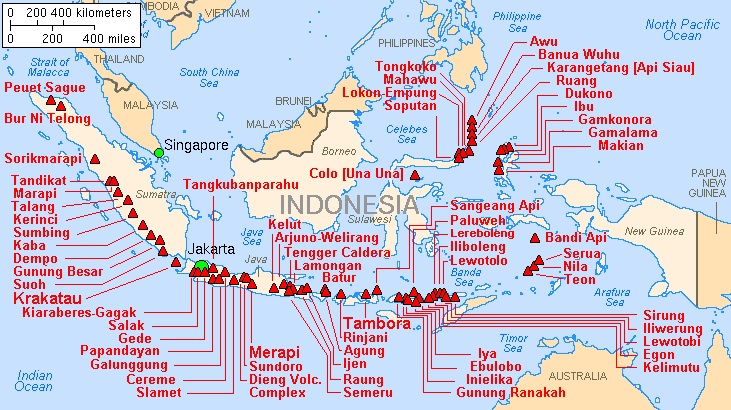
Вулкани Індонезії (англ.)
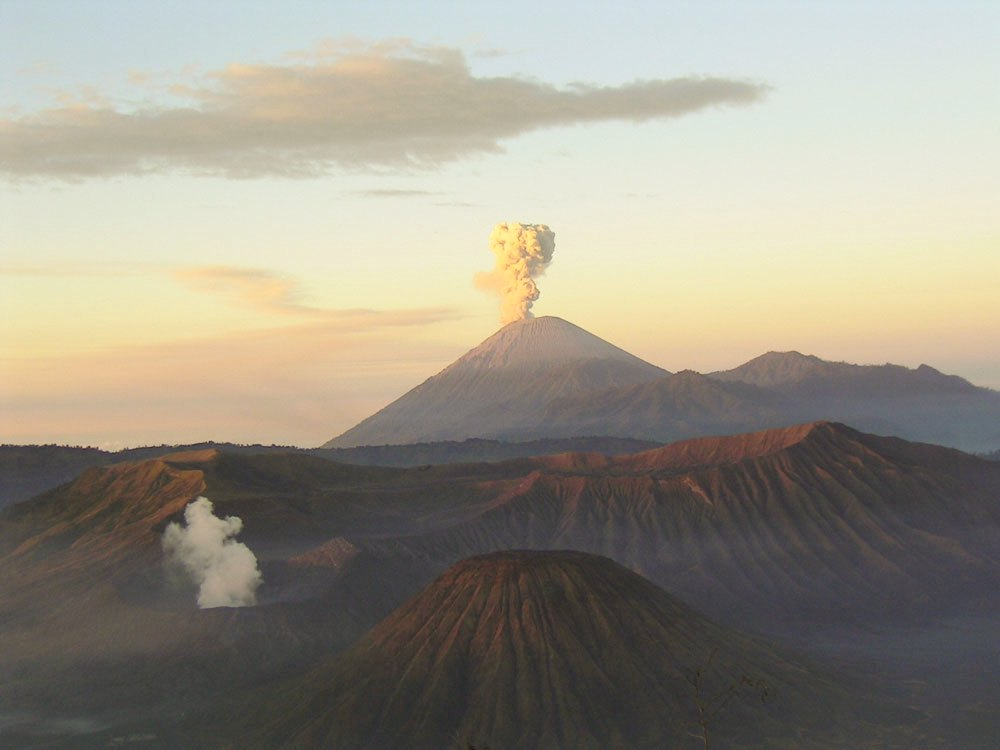
Вулкани Семеру та Бромо, Східна Ява
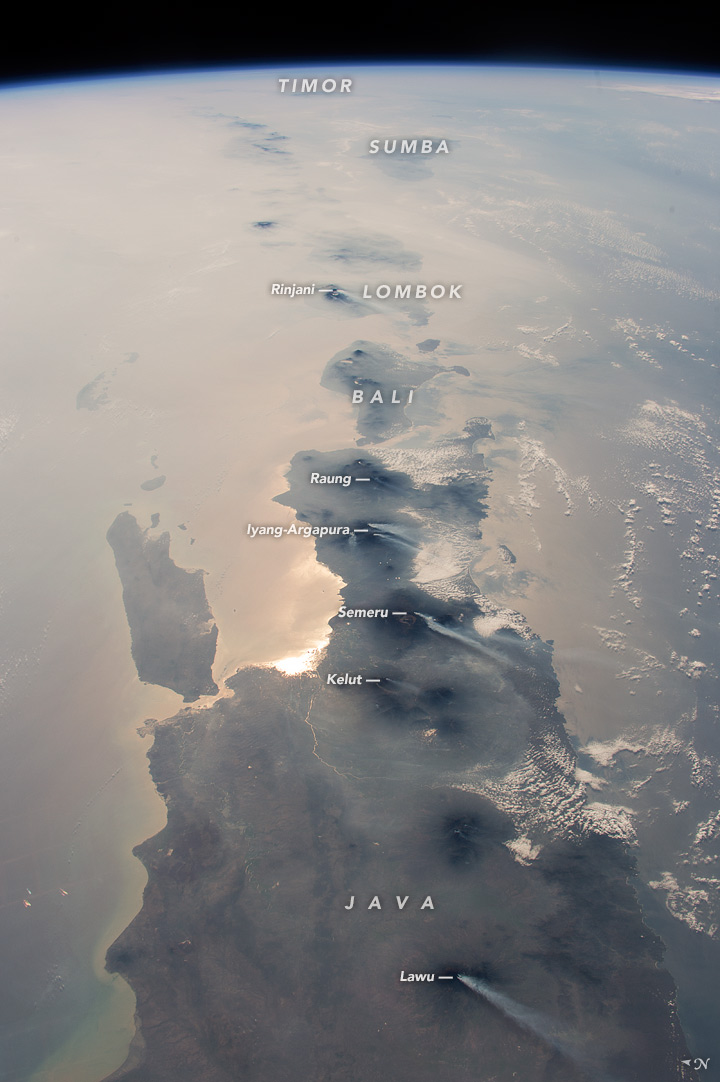
Вулкани східної Яви з космосу
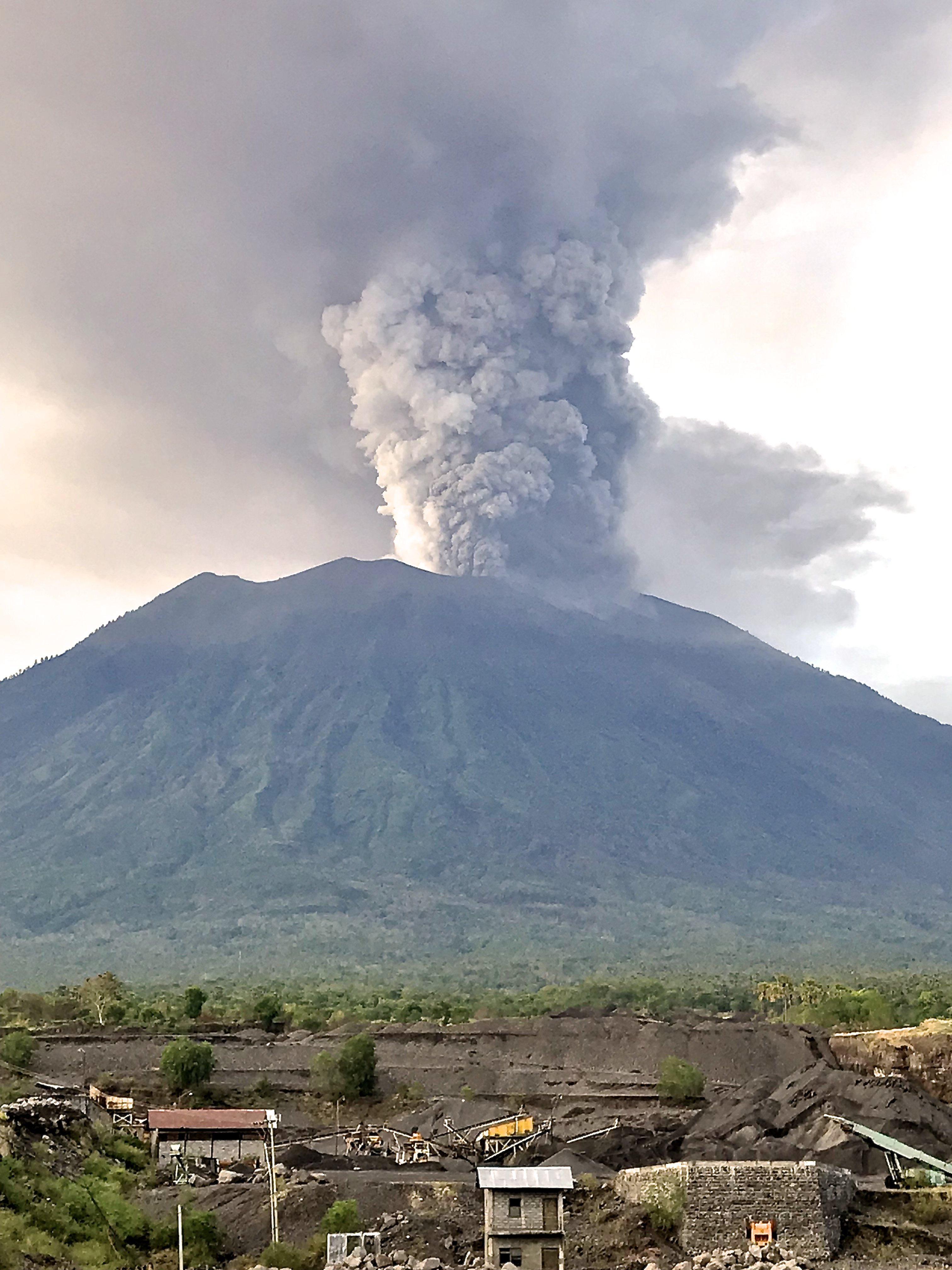
Виверження вулкана Агунг, 2017 рік

Вулкан Мерапі був включений у 1990-х роках до «Десятиліття вулканів», міжнародної дослідницької програми впливу вулканічної діяльності на людство Міжнародної асоціації вулканології і хімії надр Землі (IAVCEI), як частини програми ООН зі зменшення небезпеки від стихійних лих.

## Рельєф
Середні висоти — 367 м; найнижча точка — рівень вод Індійського океану (0 м); найвища точка — гора Пунчак-Джая (4884 м). Рівнини і гори займають приблизно однакові площі. Гори складчасті і вулканічні, з глибоко і різко розчленованим рельєфом (вис. до 5029 м). Східна частина Суматри зайнята заболоченою алювіальною рівниною протяжністю бл. 1500 км і шириною до 250 км. На острові Калімантан древні гори займають центральну і північну частини острова. Це переважне плато, складені пісковиками і туфами. Найбільш високі гори — на північному сході острова (найвища точка — гора Кінабалу, 4100 м). Південна частина острова зайнята заболоченою низовиною.

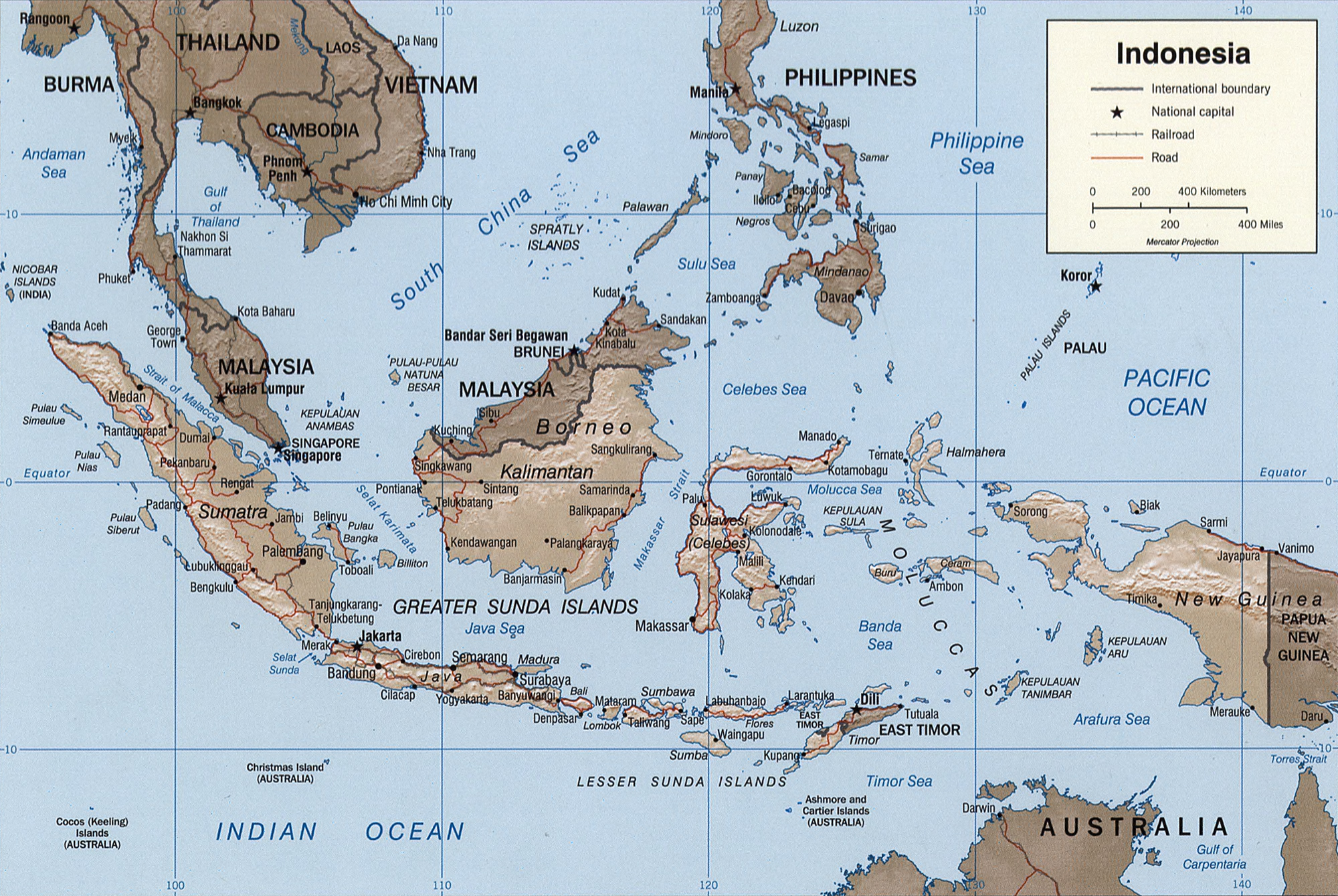
Карта країни (англ.)
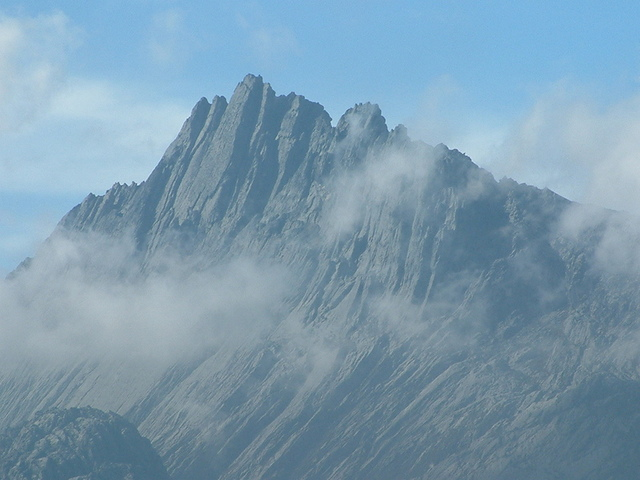
Вершина Пунчак-Джая

### Острови
Індонезія займає найбільший у світі Малайський архіпелаг, що складається з понад 13,6 тис. гористих островів.

Карти найбільших островів Індонезії
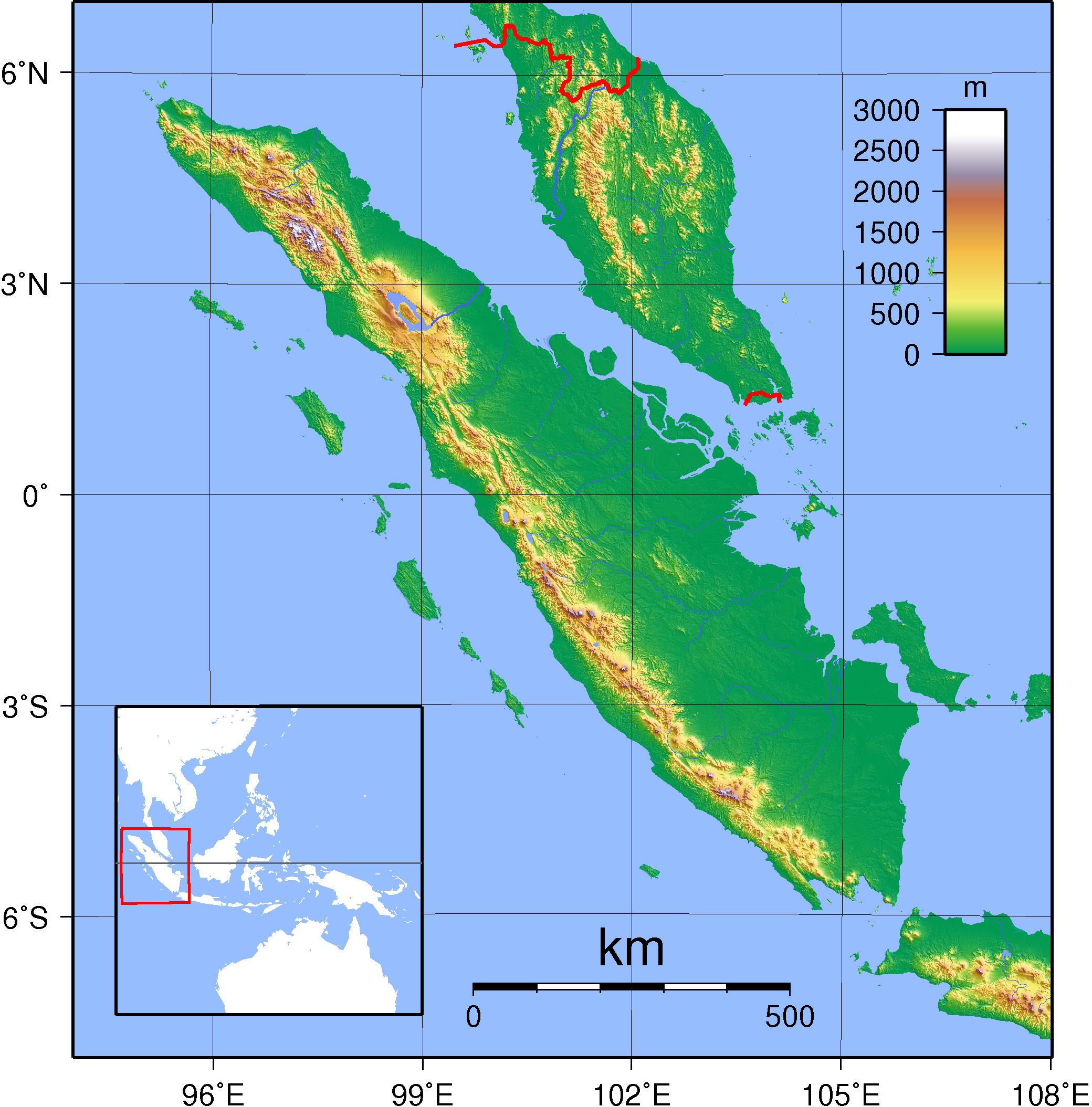
Суматра
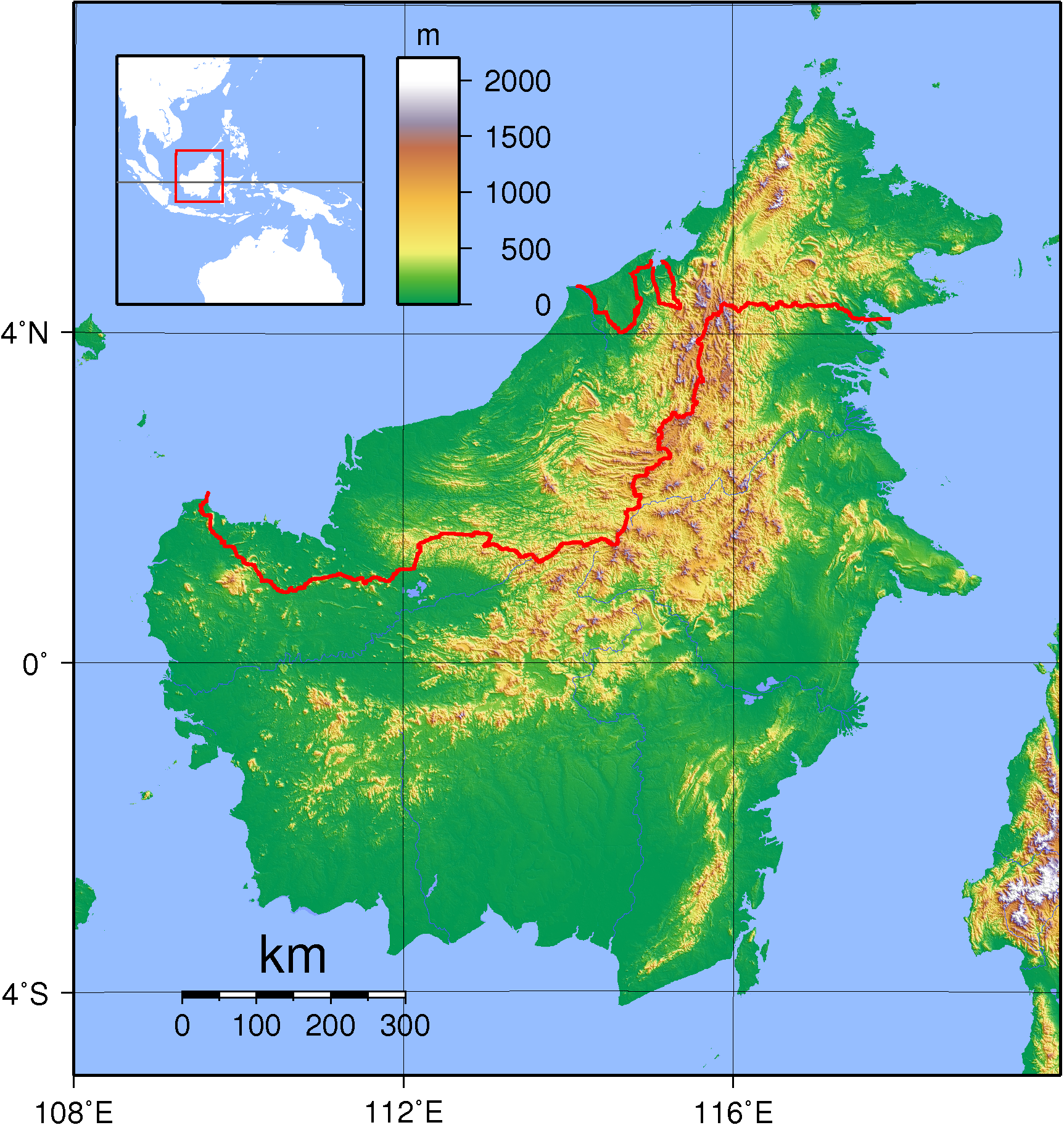
Калімантан
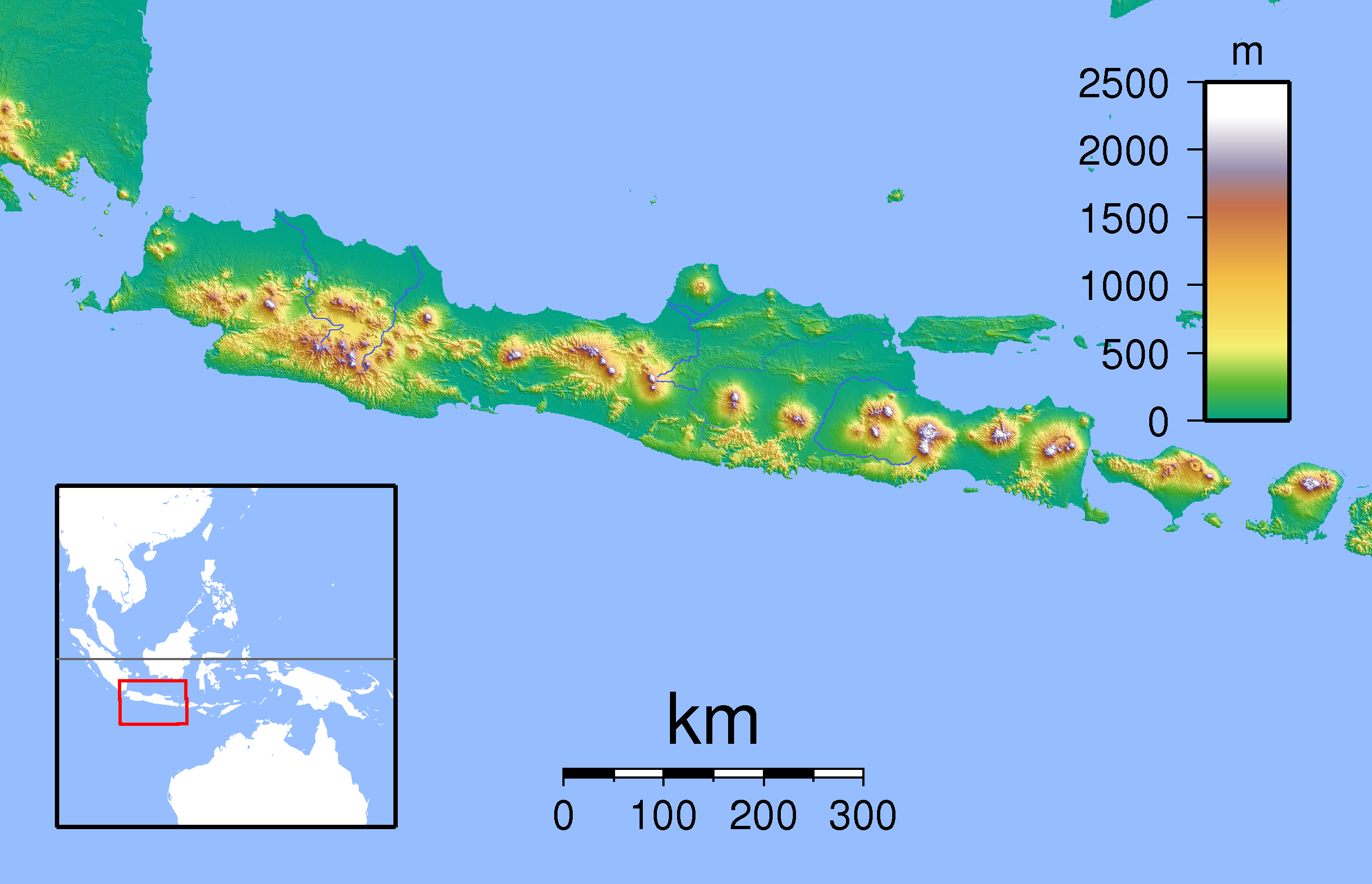
Ява
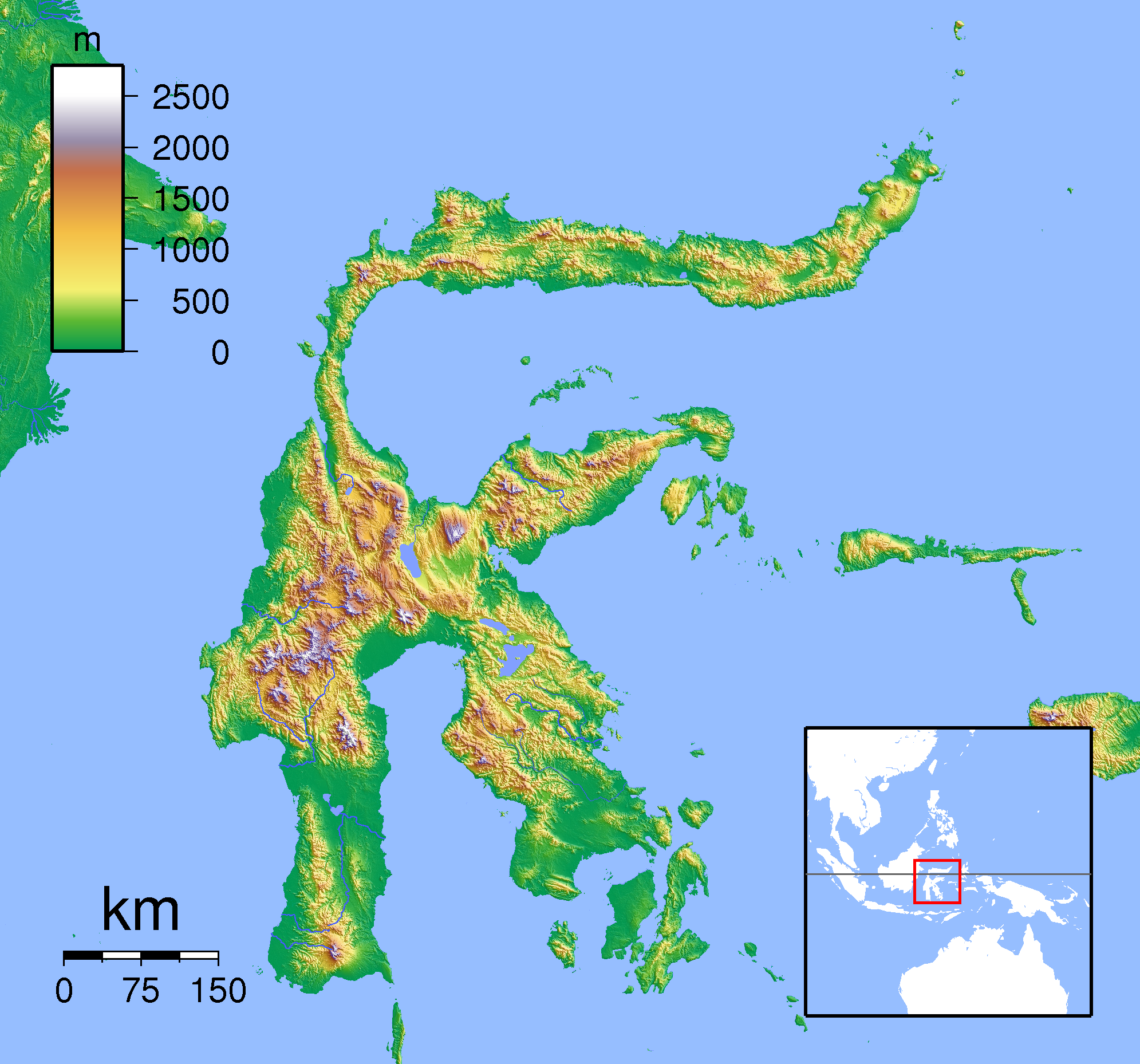
Сулавесі
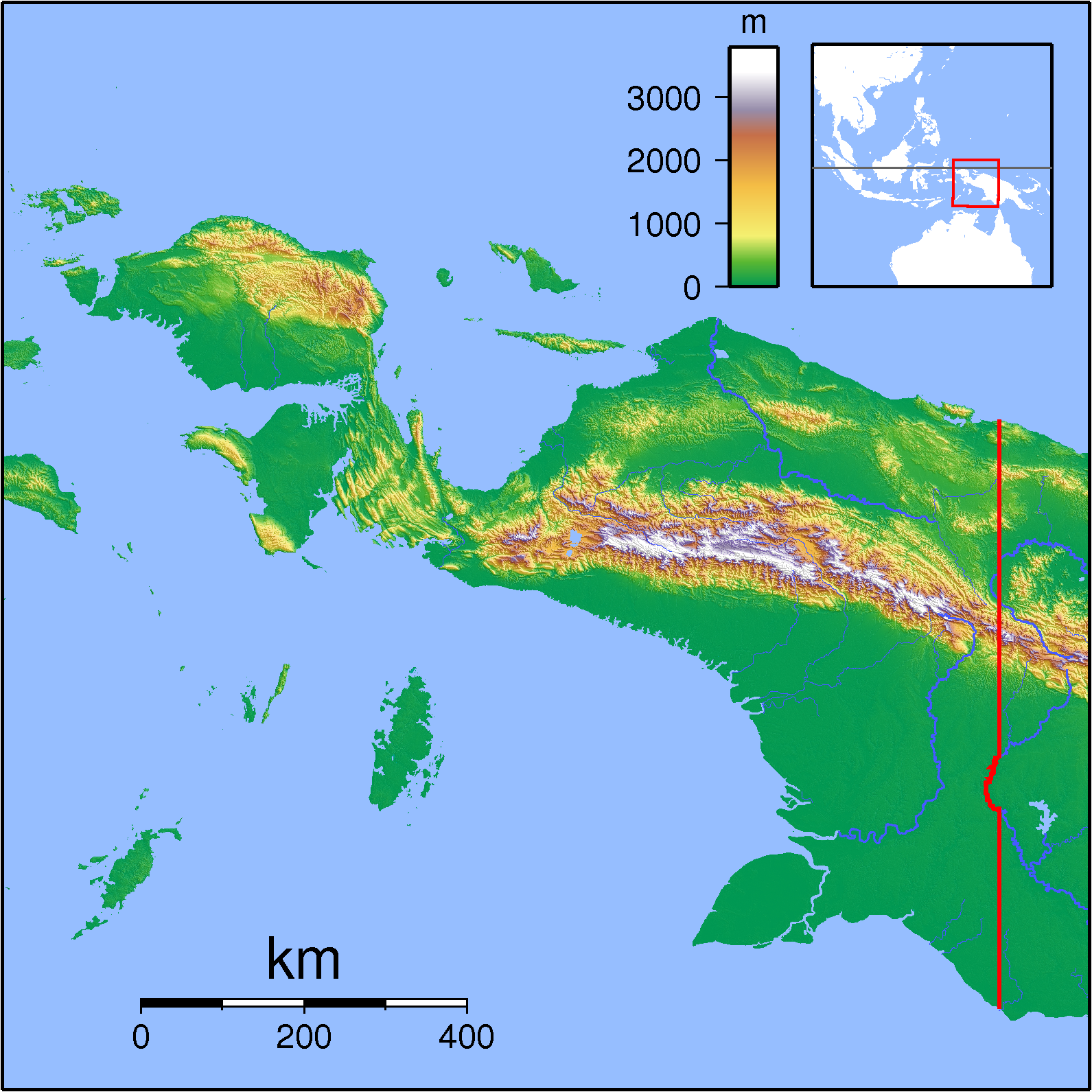
Захід Нової Гвінеї

## Клімат
Територія Індонезії лежить у екваторіальному кліматичному поясі, окрім південного ланцюгу найбільш населених островів (Ява, Сумба, Сумбава, Флорес, Тимор), які лежать у субекваторіальному. Цілий рік панують екваторіальні повітряні маси. Цілий рік спекотно, сезонні коливання температури незначні, значно менші за добові. превалюють слабкі вітри, цілий рік надмірне зволоження, майже щодня по обіді йдуть дощі, часто зливи з грозами. На півдні влітку переважають екваторіальні повітряні маси, взимку — тропічні. Влітку вітри дмуть від, а взимку до екватора. Сезонні амплітуди температури повітря незначні, зимовий період не набагато прохолодніший за літній. Зволоження достатнє, у літньо-осінній період з морів та океанів часто надходять руйнівні тропічні циклони.

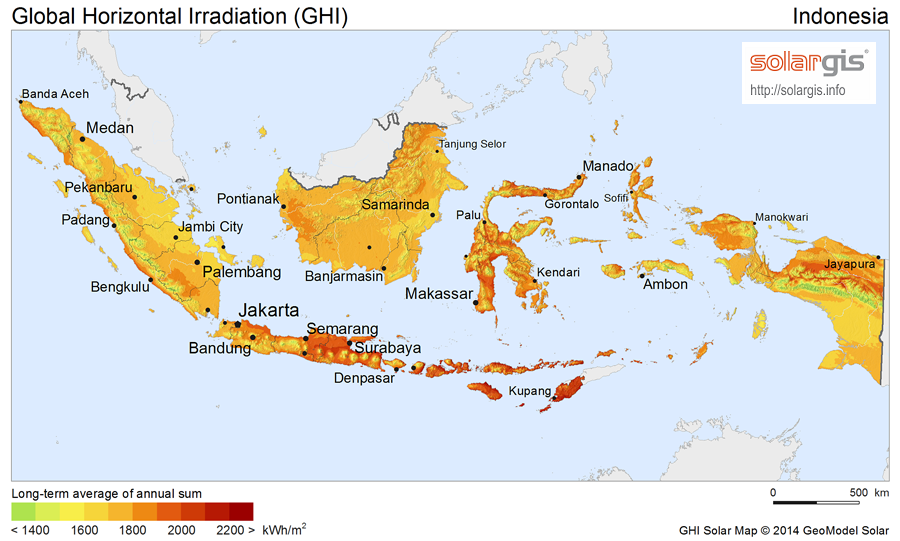
Сонячна радіація (англ.)
Кліматична карта Індонезії (за Кеппеном)

На більшості території Індонезії впродовж року випадає дуже багато опадів, найбільше — в період з січня по березень. На території від центральної Яви до Австралії існує також посушливий сезон (з червня по жовтень), впродовж якого на островах Тимор і Сумба випадає дуже мало опадів. Найбільше опадів випадає в гористих районах Суматри, Калімантану, Сулавесі та Папуа (близько 2000 мм). На східній частині Яви, Балі, південного та центрального Сулавесі й Тимору від 1500 до 2000 мм, у той час як на Малих Зондських островах кількість опадів не перевищує 1500 мм.
На клімат в Індонезії впливають структури островів та близькість екватору, що створює рівні високі температури. Найвищі температури вздовж узбережжя від 23 до 31 °C впродовж року, та помірні на висоті близько 600 метрів. Є тільки одна вершина в Індонезії висока настільки, щоб пішов сніг — це гора Маоке на Папуа. Денна відмінність температур в Джакарті щонайменше в п'ять разів більша ніж різниця між найвищими температурами січня і липня. Найвища зареєстрована в Джакарті температура 37 °C, найнижча — 19 °C.
Індонезія є членом Всесвітньої метеорологічної організації (WMO), в країні ведуться систематичні спостереження за погодою.

## Внутрішні води
Гідрографічна система Індонезії формувалася під впливом екваторіального й тропічного клімату, складного рельєфу та геологічної будови. Величезна кількість річок, озер, боліт, а також багатогалузева берегова лінія з численними морськими протоками і лагунами визначають особливості внутрішніх вод країни. 

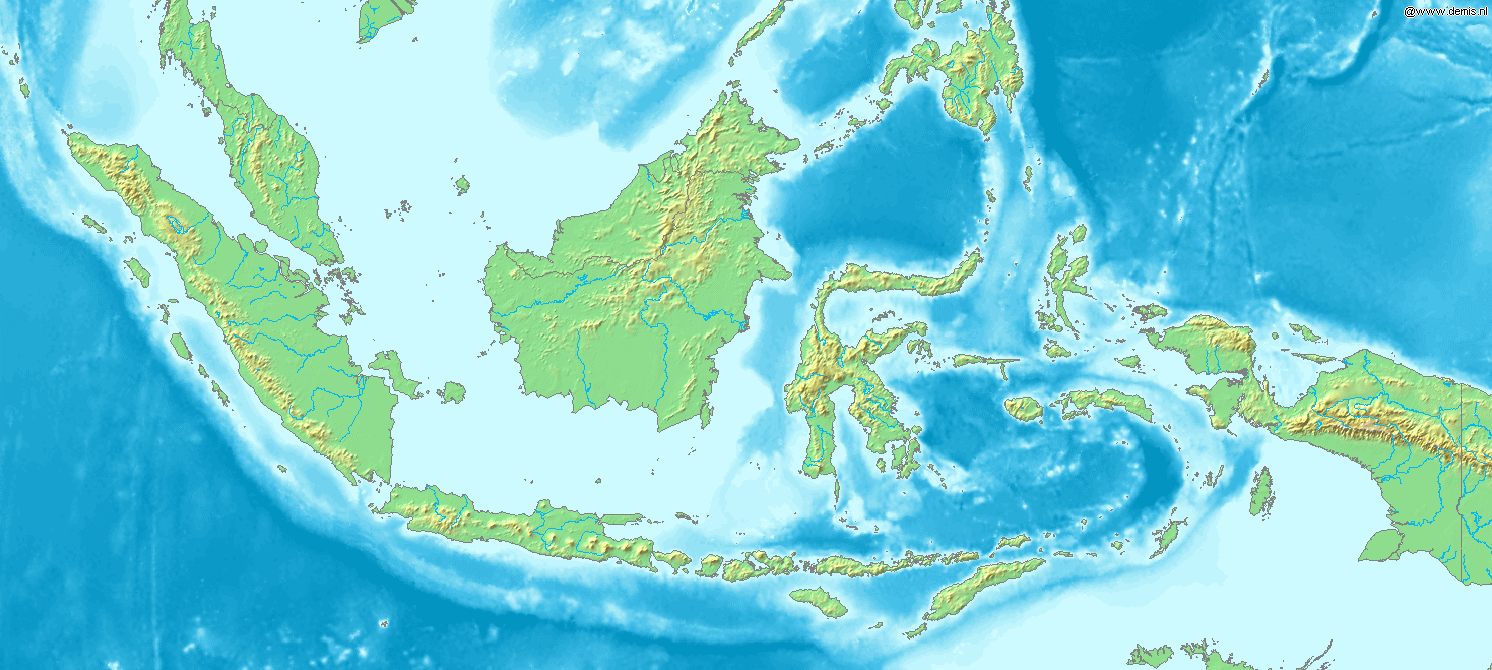
Гідрографічна мережа Індонезії
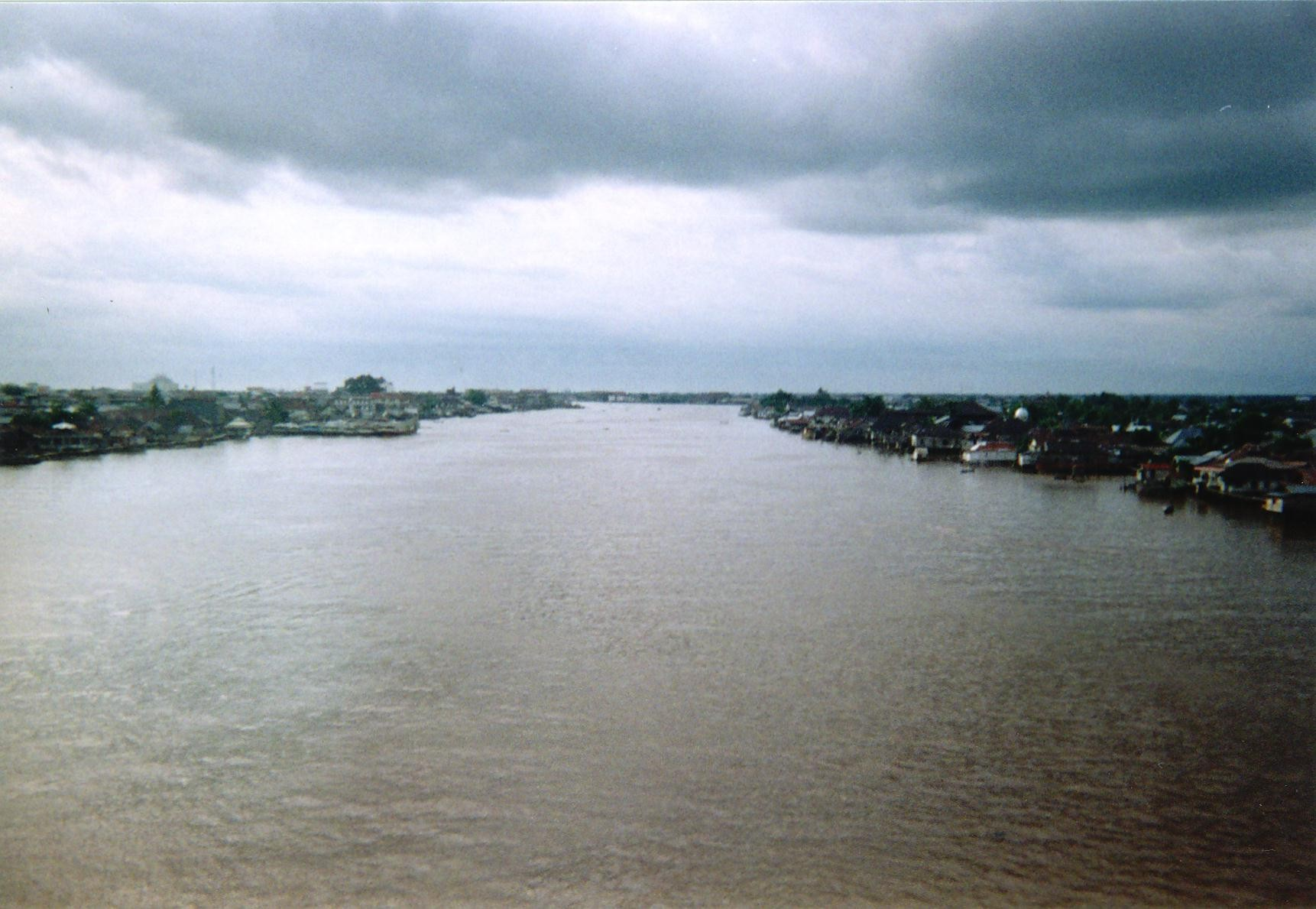
Річка Капуас
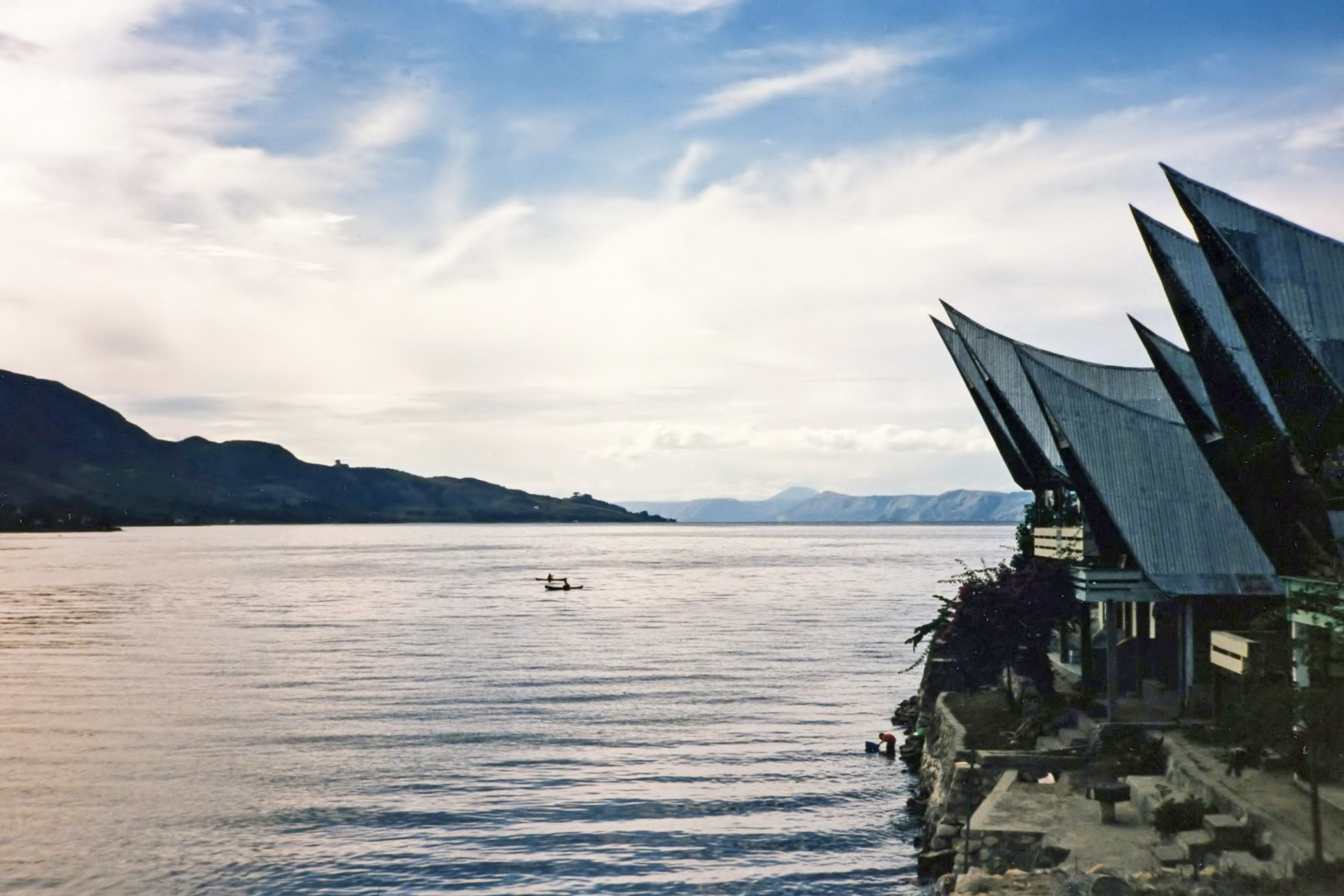
На озері Тоба

### Річки
Річки країни переважно належать басейну Тихого океану; невелика частина річок на південь від головного вододілу Великих і Малих Зондських островів та на півночі Суматри належить басейну Індійського океану. Найдовшою річкою Індонезії є Капуас, її довжина — 1040 км (за іншими даними — 1143 км). Друга за довжиною (880 км) — Баріто.

### Озера
В Індонезії 521 озеро і понад 100 водосховищ. Озера Матано, Тоба, Посо належать до двадцятки найглибших озер світу. Озеро Тоба найбільше у країні за площею (1130 км²) та об'ємом (240 км³ води).

### Льодовики

Льодовики Пунчак-Джая
Танення льодовиків впродовж 1850-2003 років
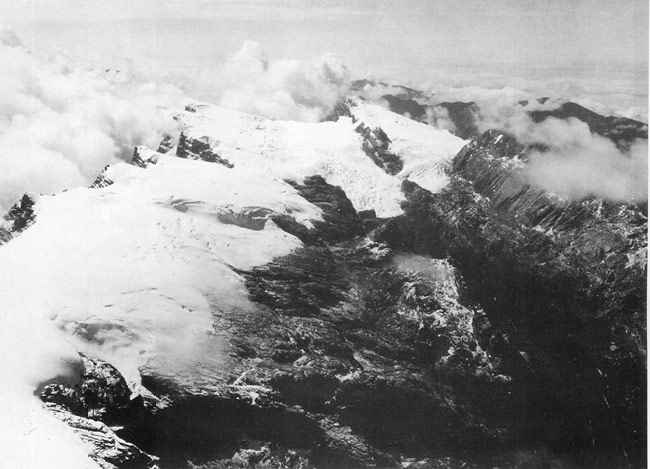
Сніговий покрив 1936 року
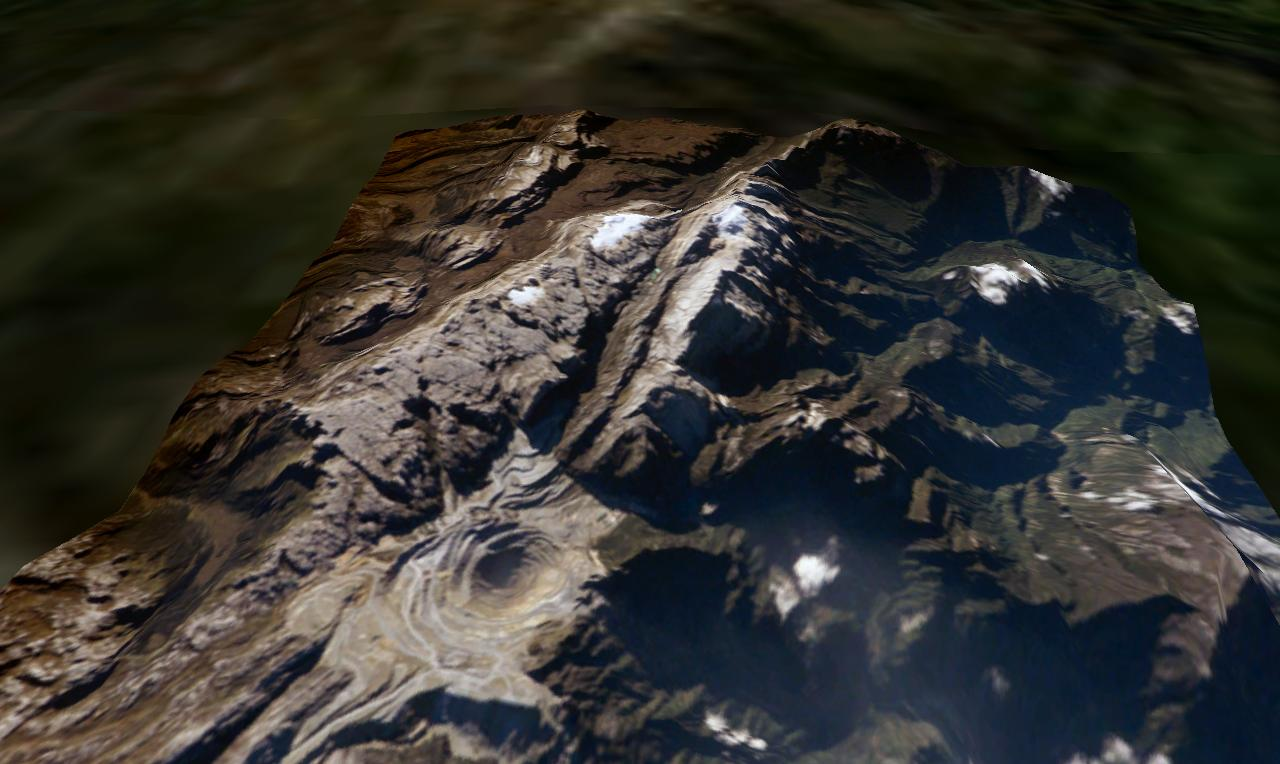
Сніговий покрив 2005 року

## Рослинний світ
Індонезія входить до числа країн з найбагатшою флорою світу. Тут росте понад 40 тис. видів рослин, з яких близько 10 % ендемічні.

## Тваринний світ
За зоогеографічним районуванням світу країна належить до двох зоогеографічних областей, розділених відомою лінією Воллеса. На захід від неї лежать Зондська та Сулавеська провінції Малайської підобласті Індо-Малайської області, на схід — Папуаська підобласть Австралійської області. Тому основу тваринного населення регіону становлять зональні екваторіальні вологолісові й субекваторіальні саванові та сухолісові угруповання тварин, а також інтразональні гірські й водно-болотні (долинно-річкові та мангрові) тваринні угруповання, характерні для екваторіального і  субекваторіального кліматичних поясів. Домінуючими в зональних угрупованнях є гігромезофільні, мезофільні та ксеромезофільні групи та види тварин. 

Лінія Воллеса

## Стихійні природні явища
На території країни спостерігаються небезпечні природні явища і стихійні лиха: нечасті повіді; сильні посухи; цунамі; землетруси; активний вулканізм, в країні налічується 76 активних в історичну епоху вулканів, найбільш активний з яких вулкан Мерапі (2968 м), який востаннє вивергався 2010 року; лісові пожежі.

## Природні ресурси

### Мінеральні ресурси
Надра Індонезії багаті на ряд корисних копалин: нафту, олово, природний газ, нікель, боксити, мідь, кам'яне вугілля, золото, срібло.

### Водні ресурси
Загальні запаси відновлюваних водних ресурсів (ґрунтові і поверхневі прісні води) становлять 2019 км³. Станом на 2012 рік в країні налічувалось 67220 км² зрошуваних земель.

### Земельні ресурси

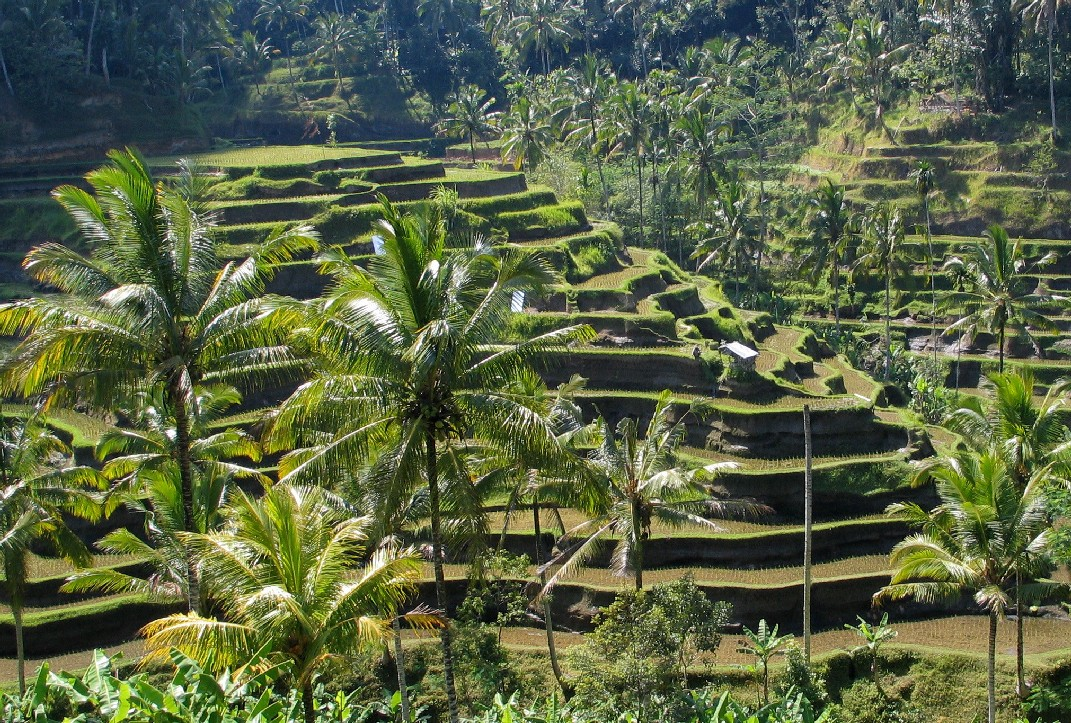
Тераси для вирощування рису на острові Балі

Земельні ресурси Індонезії (оцінка 2011 року):
- придатні для сільськогосподарського обробітку землі — 31,2 %,
  - орні землі — 13 %,
  - багаторічні насадження — 12,1 %,
  - землі, що постійно використовуються під пасовища — 6,1 %;
- землі, зайняті лісами і чагарниками — 51,7 %;
- інше — 17,1 %[1].

## Охорона природи
Серед екологічних проблем варто відзначити:
- знеліснення через потреби сільського господарства в нових площах, особливо на острові Борнео під олійну пальму;
- забруднення вод побутовими та промисловими стоками;
- забруднення повітря у містах;
- задимлення від лісових пожеж.

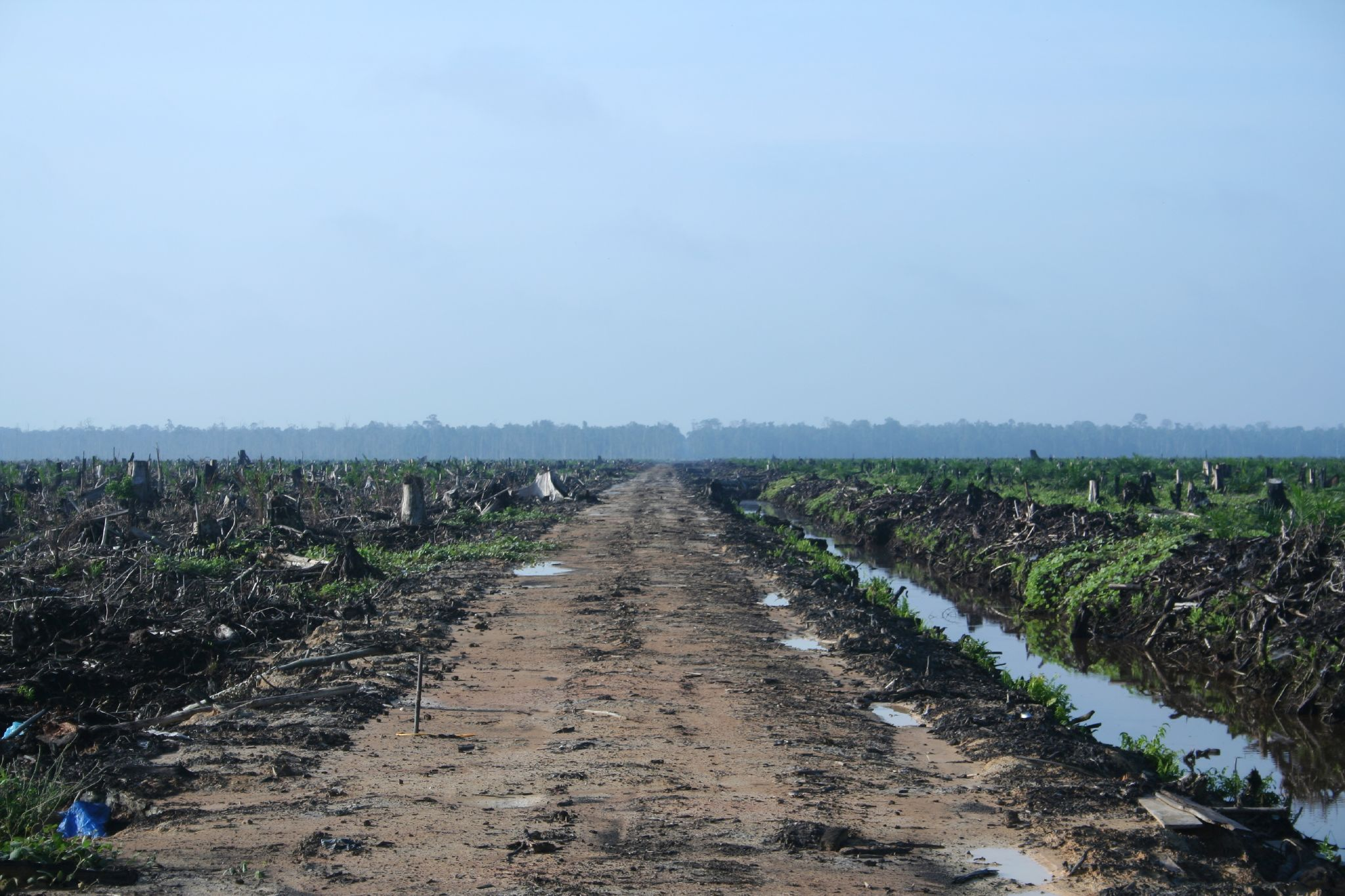
Майбутня плантація пальмової олії на місці вологих тропічних лісів
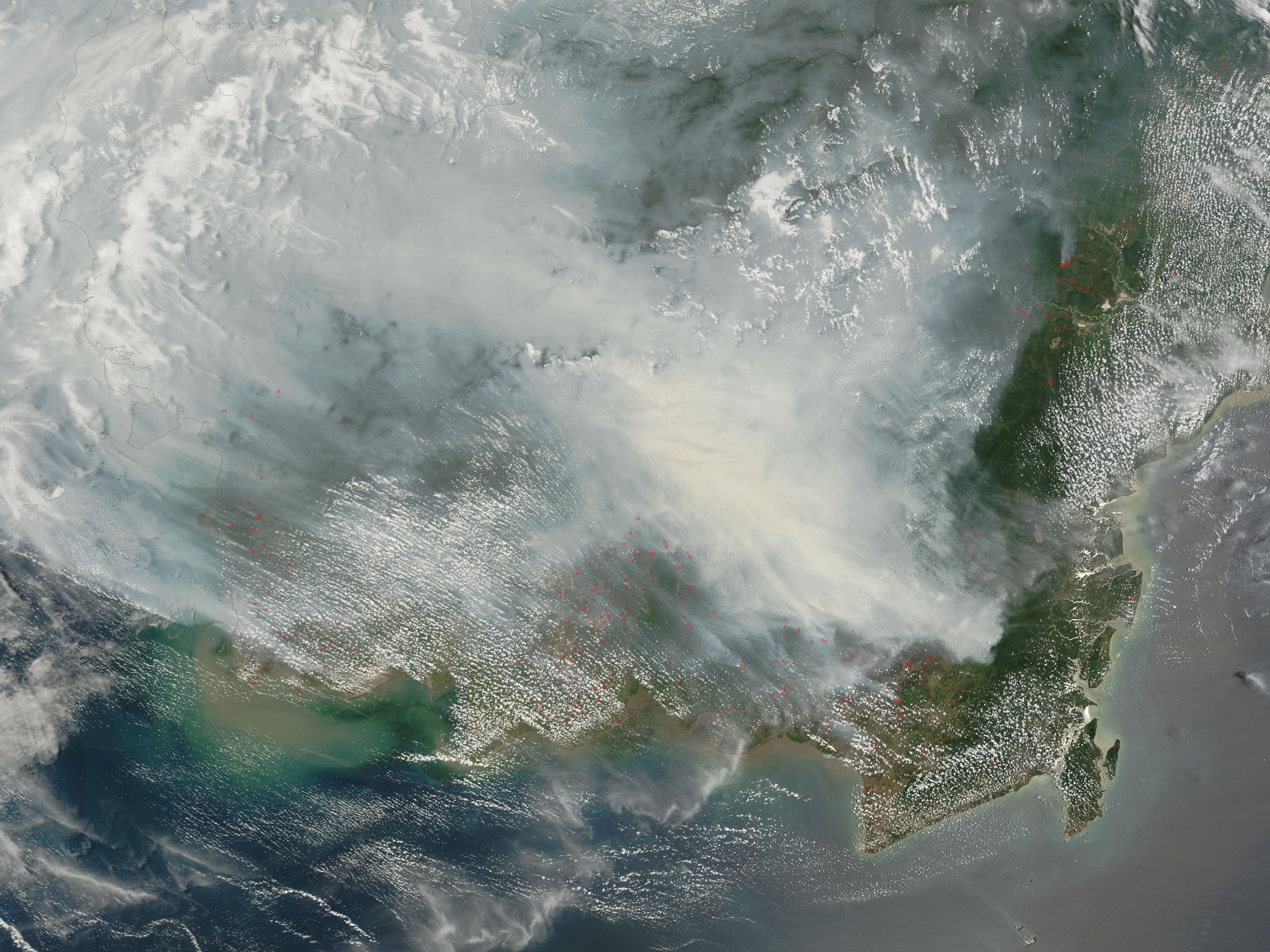
Випалювання лісів Калімантану під плантації, 2006 рік

Індонезія є учасником ряду міжнародних угод з охорони навколишнього середовища:
- Конвенції про біологічне різноманіття (CBD),
- Рамкової конвенції ООН про зміну клімату (UNFCCC),
- Кіотського протоколу до Рамкової конвенції,
- Конвенції ООН про боротьбу з опустелюванням (UNCCD),
- Конвенції про міжнародну торгівлю видами дикої фауни і флори, що перебувають під загрозою зникнення (CITES),
- Базельської конвенції протидії транскордонному переміщенню небезпечних відходів,
- Конвенції з міжнародного морського права,
- Монреальського протоколу з охорони озонового шару,
- Міжнародної конвенції запобігання забрудненню з суден (MARPOL),
- Міжнародної угоди про торгівлю тропічною деревиною

1983 і 1994 років,
- Рамсарської конвенції із захисту водно-болотних угідь[14].

Урядом країни підписані, але не ратифіковані міжнародні угоди щодо: Конвенції з охорони морських живих ресурсів.

## Фізико-географічне районування
У фізико-географічному відношенні територію Індонезії можна розділити на _ райони, що відрізняються один від одного рельєфом, кліматом, рослинним покривом.

### Українською
- Атлас світу / голов. ред. І. С. Руденко ; зав. ред. В. В. Радченко ; відп. ред. О. В. Вакуленко. — К. : ДНВП «Картографія», 2005. — 336 с. — ISBN 9666315467.
- Атлас. 7 клас. Географія материків і океанів / Укладачі О. Я. Скуратович, Н. І. Чанцева. — К. : ДНВП «Картографія», 2014.
- Барановська О. В. Фізична географія материків і океанів : навч. посіб. для студентів ВНЗ : [у 2 ч.]. — Н. : Ніжинський державний університет ім. Миколи Гоголя, 2013. — 306 с. — ISBN 978-617-527-106-3.
- Бєлозоров С. Т. Географія материків. — К. : Вища школа, 1971. — 371 с.
- Гілецький Й. Р. Природні ресурси світу : Навч. посібник. — Львів : Світ, 2004. — 304 с. — ISBN 966-603-307-0
- Заставецький Ю. С. Регіональна фізична географія світу : Навч. посібник. — Львів : Світ, 2000. — 480 с.
- Індонезія // Гірничий енциклопедичний словник : [у 3-х тт.] / за ред. В. С. Білецького. — Д. : Східний видавничий дім, 2004. — Т. 3. — 752 с. — ISBN 966-7804-78-X.
- Дубович І. А. Країнознавчий словник-довідник. — 5-те вид., перероб. і доп. — К. : Знання, 2008. — 839 с. — ISBN 978-966-346-330-8.
- Кукурудза С. І. Біогеографія : Підручник. — Львів : Вид-во ЛГУ ім. Івана Франка, 2006 — 504 с. — ISBN 966-613-502-7
- Палієнко В. І., Шищенко П. Г., Бойко В. М. Фізична географія світу : Навч. посібник. — К. : КНУ ім.  Т. Шевченка, 2016. — 246 с. — ISBN 978-966-439-918-1
- Панасенко Б. Д. Фізична географія материків : навч. посіб. : в 2 ч. — В. : ЕкоБізнесЦентр, 1999. — 200 с.
- Пузанов І. І. Зоогеографія : Підручник. — Київ—Львів : Рад. школа, 1949. — 504 с.
- Фізична географія материків та океанів : підруч. для студ. вищ. навч. закл. : у 2 т / за ред. П. Г. Шищенка. — К. : Видавництво Київського нац. ун-т ім. Т. Шевченка, 2009. — Т. 1. : Азія. — 643 с. — ISBN 978-966-439-257-7.
- Юрківський В. М. Регіональна економічна і соціальна географія. Зарубіжні країни: Підручник. — 2-ге. — К. : Либідь, 2001. — 416 с. — ISBN 966-06-0092-5.

### Англійською
- (англ.) Graham Bateman. The Encyclopedia of World Geography. — Andromeda, 2002. — 288 с. — ISBN 1871869587.

### Російською
- (рос.) Авакян А. Б., Салтанкин В. П., Шарапов В. А. Водохранилища. — М. : Мысль, 1987. — 326 с. — (Природа мира)
- (рос.) Алисов Б. П., Берлин И. А., Михель В. М. Курс климатологии [в 3-х тт.] / под. ред. Е. С. Рубинштейна. — Л. : Гидрометиздат, 1954. — Т. 3. Климаты земного шара. — 320 с.
- (рос.) Апродов В. А. Вулканы. — М. : Мысль, 1982. — 368 с. — (Природа мира)
- (рос.) Апродов В. А. Зоны землетрясений. — М. : Мысль, 2010. — 462 с. — (Природа мира) — ISBN 978-5-244-01122-7.
- (рос.) Бабаев А. Г., Зонн И. С., Дроздов Н. Н., Фрейкин З. Г. Пустыни. — М.  : Мысль, 1986. — 320 с. — (Природа мира)
- (рос.) Букштынов А. Д., Грошев Б. И., Крылов Г. В. Леса. — М. : Мысль, 1981. — 316 с. — (Природа мира)
- (рос.) Власова Т. В. Физическая география материков. С прилегающими частями океанов. Евразия, Северная Америка. — 4-е, перераб. — М. : Просвещение, 1986. — 417 с.
- (рос.) Гвоздецкий Н. А. Карст. — М. : Мысль, 1981. — 214 с. — (Природа мира)
- (рос.) Гвоздецкий Н. А., Голубчиков Ю. Н. Горы. — М. : Мысль, 1987. — 400 с. — (Природа мира)
- (рос.) Долгушин Л. Д., Осипова Г. Б. Ледники. — М. : Мысль, 1989. — 448 с. — (Природа мира) — ISBN 5-244-00315-1.
- (рос.) Географический энциклопедический словарь: географические названия / под. ред. А. Ф. Трёшникова. — 2-е изд., доп. — М. : Советская энциклопедия, 1989. — 585 с. — ISBN 5-85270-057-6.
- (рос.) Дроздов Н. Н., Мяло Е. Г. Биогеография мира : Учебник. — М. : Высшая школа, 1985. — 272 с.
- (рос.) Исаченко А. Г., Шляпников А. А. Ландшафты. — М. : Мысль, 1989. — 504 с. — (Природа мира) — ISBN 5-244-00177-9.
- (рос.) Каплин П. А., Леонтьев О. К., Лукьянова С. А., Никифоров Л. Г. Берега. — М. : Мысль, 1991. — 480 с. — (Природа мира) — ISBN 5-244-00449-2.
- (рос.) Словарь современных географических названий / под общей редакцией акад. В. М. Котлякова. — Екатеринбург : У-Фактория, 2006.
- (рос.) Литвин В. М., Лымарев В. И. Острова. — М. : Мысль, 2010. — 288 с. — (Природа мира) — ISBN 978-5-244-01129-6.
- (рос.) Лобова Е. В., Хабаров А. В. Почвы. — М. : Мысль, 1983. — 304 с. — (Природа мира)
- (рос.) Максаковский В. П. Географическая картина мира. Книга I: Общая характеристика мира. — М. : Дрофа, 2008. — 495 с. — ISBN 978-5-358-05275-8.
- (рос.) Максаковский В. П. Географическая картина мира. Книга II: Региональная характеристика мира. — М. : Дрофа, 2009. — 480 с. — ISBN 978-5-358-06280-1.
- (рос.) Індонезія // Поспелов Е. М. Топонимический словарь. — М. : АСТ, 2005. — 229 с. — ISBN 5-17-016407-6.
- (рос.) Пфеффер П. Азия. — М. : Прогресс, 1982. — 316 с. — (Континенты, на которых мы живем)
- (рос.) География / под ред. проф. А. П. Горкина. — М. : Росмэн-Пресс, 2006. — 624 с. — (Современная иллюстрированная энциклопедия) — ISBN 5-353-02443-5.
- (рос.) Физико-географический атлас мира. — М. : Академия наук СССР и Главное управление геодезии и картографии ГУГК СССР, 1964. — 298 с.
- (рос.) Энциклопедия стран мира / глав. ред. Н. А. Симония. — М. : НПО «Экономика» РАН, отделение общественных наук, 2004. — 1319 с. — ISBN 5-282-02318-0.